# 아산공수초등학교
아산공수초등학교(牙山公須初等學校)는 대한민국 충청남도 아산시에 있는 공립 초등학교이다.

## 연혁
- 2019년 3월 1일 : 개교